# Chantemerle-les-Blés
 Chantemerle-les-Blés  là một xã thuộc tỉnh Drôme trong vùng Auvergne-Rhône-Alpes đông nam nước Pháp. Xã Chantemerle-les-Blés nằm ở khu vực có độ cao trung bình 197 mét trên mực nước biển.